# Giorgi Megreladze
Giorgi Megreladze (in georgiano გიორგი მეგრელაძე?; Kutaisi, 21 luglio 1978) è un ex calciatore georgiano, di ruolo attaccante.